# Pavel Trávníček

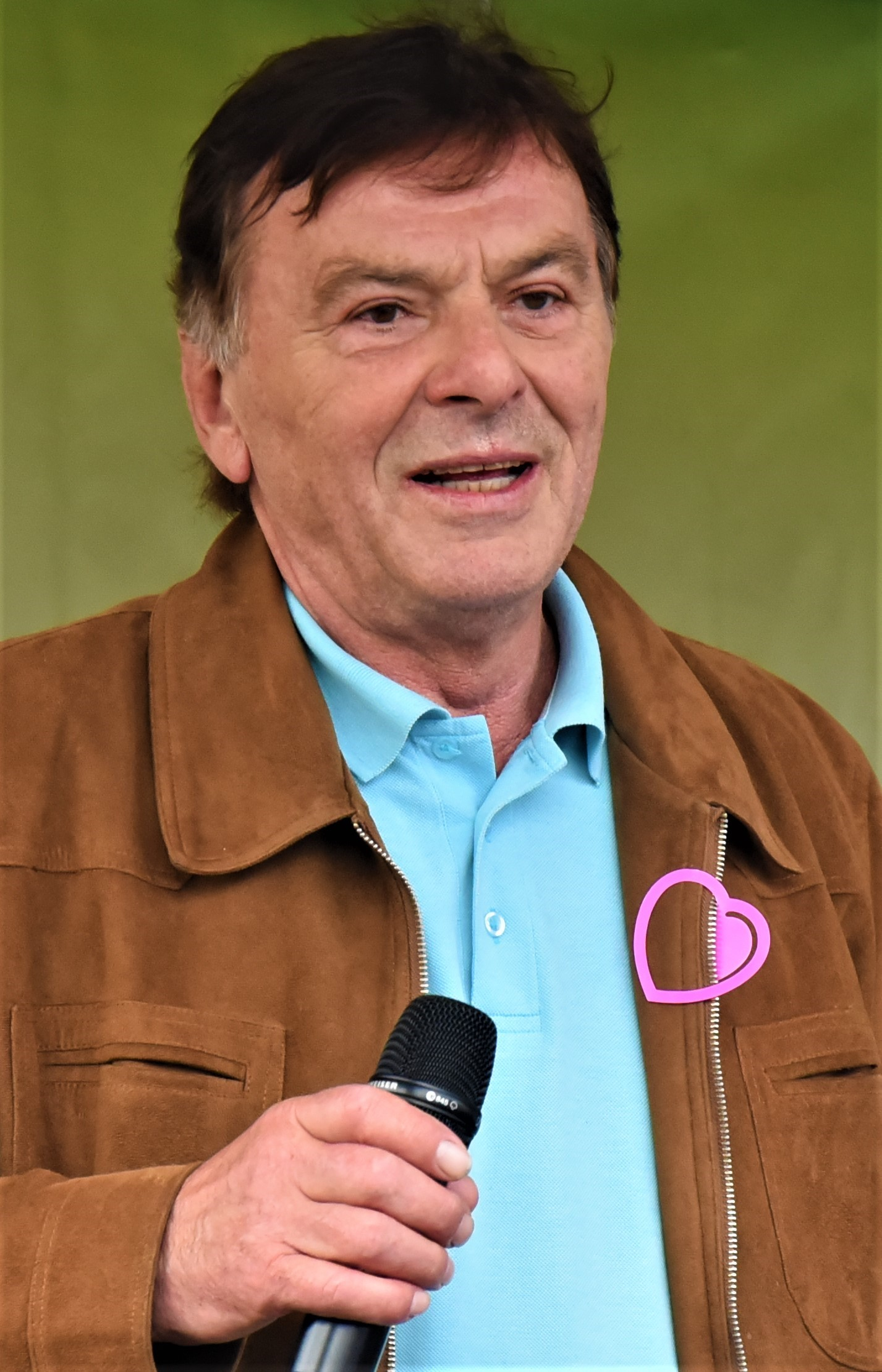
Pavel Trávníček (2021)

Pavel Trávníček (* 26. Oktober 1950 in Konice bei Prostějov) ist ein tschechischer Schauspieler und Synchronsprecher. Bekannt wurde er insbesondere durch die Rolle des Prinzen in dem 1973 erschienenen Märchenfilm Drei Haselnüsse für Aschenbrödel.

## Leben und Karriere
Pavel Trávníček wuchs in einer sehr musikalischen Familie auf und studierte so zunächst Musik an der Janáček-Akademie für Musik (JAMU) in Brno, stieg dann aber auf die Schauspielerei um.
Seinen großen Durchbruch erreichte er an der Seite von Libuše Šafránková mit seiner Rolle des Prinzen im Märchenfilm Drei Haselnüsse für Aschenbrödel aus dem Jahr 1973. Vor diesem Film hatte Trávníček nur in der kleineren Filmproduktion Trügerische Liebesspiele mitgewirkt, dem Abschlussfilm eines Studenten. Bei diesem war Aschenbrödel-Regisseur Václav Vorlíček einer der Prüfer und besetzte Trávníček daraufhin für seinen Film. Es gab einige Probleme für Trávníček in der Rolle des Prinzen, so konnte er nicht reiten und sprach einen mährischen Dialekt. In der tschechischen Originalversion musste er deshalb synchronisiert werden. In der deutschen Fassung lieh ihm der Schauspieler Peter Reusse seine Stimme.
In der Folge wurde Trávníček noch mehrfach in Märchenfilmen besetzt, so 1979 an der Seite von Julie Jurištová in Schneeweißchen und Rosenrot als Königssohn Michael und 1982 in einer Doppelrolle als Prinz Jaroslav/Prinz Jaromír in Der dritte Prinz, wo er wieder gemeinsam mit Libuše Šafránková spielte. In den 1970er- und 1980er-Jahren kam er zu einigen Hauptrollen bei Film und Fernsehen, später konzentrierte er sich verstärkt auf Bühnenauftritte.
1997 gründete er das Theater Skelet in Prag, wo er sowohl Intendant als auch Schauspieler ist. Das Theater ist inzwischen in Divadlo Pavla Trávníčka umbenannt und führt vor allem Komödien auf. Im Jahr 2017 führte er erstmals Filmregie: bei dem Kurzfilm Putovani Stredoceskym krajem, den er zugleich auch produzierte. 2018 verkörperte er in der deutschen Fernsehsatire Der große Rudolph über Rudolph Moshammer den Chauffeur von Moshammer. Trávníček ist bis heute als Schauspieler tätig und hat (Stand: 2025) in über 80 Film-und-Fernsehproduktionen mitgewirkt.
Neben seiner Arbeit als Schauspieler moderierte Trávníček gemeinsam mit Sabina Laurinová von 1998 bis 2006 die Musikshow DO-RE-MI auf dem tschechischen Fernsehsender TV Nova. Zudem betätigt er sich auch als Synchronsprecher und lieh bereits u. a. Terence Hill, Steve Guttenberg, Alec Baldwin, John Travolta, Alain Delon und Jeff Goldblum in tschechischen Synchros seine Stimme.
Pavel Trávníček ist seit Sommer 2015 in vierter Ehe verheiratet. Aus dieser Ehe ging ein im Dezember 2016 geborener Sohn hervor. Aus seinen ersten beiden Ehen hat er zwei erwachsene Söhne.

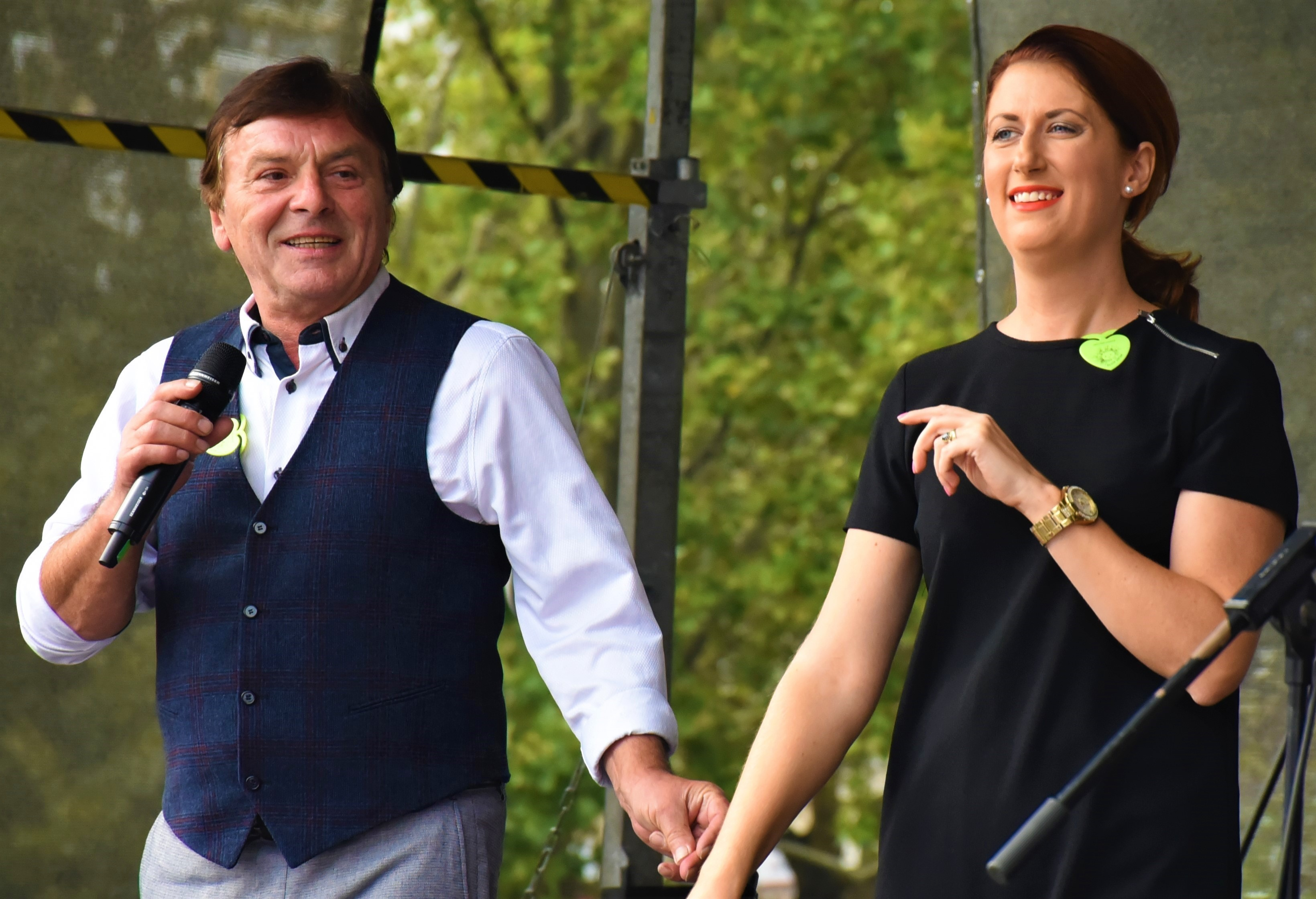
Pavel Trávníček und seine Ehefrau Monika Fialková (2019)

## Filmografie (Auswahl)
- 1971: Trügerische Liebesspiele (Hry lásky sálivé)
- 1973: Drei Haselnüsse für Aschenbrödel (Tři oříšky pro Popelku)
- 1976: Die Musikanten von Sebechleby (Sebechlebski hudci)
- 1976: Zeit der Liebe und der Hoffnung (Cas lásky a nadeje)
- 1978: Eine Geschichte von Liebe und Ehre (Príbeh lásky a cti)
- 1979: Schneeweißchen und Rosenrot
- 1981: Das Krankenhaus am Rande der Stadt (Nemocnice na kraji mesta, Fernsehserie, Folge 2x05)
- 1982: Der dritte Prinz (Třetí princ)
- 1984: Adam a Eva (Fernsehserie)
- 1985: Der Kuckuck im dunklen Wald (Kukačka v temném lese)
- 1985: Jamamba (Fernsehfilm)
- 1986: Junger Wein (Mladé víno)
- 1986: O štěstí a kráse (Fernsehfilm)
- 1989: Klaním se, měsíci (Fernsehfilm)
- 1989, 1990: Täter unbekannt – Sternstunden der Kriminalistik (Dobrodruzství kriminalistiky, Fernsehserie, 2 Folgen)
- 1992: Prítelkyne z domu smutku (Miniserie, 3 Folgen)
- 1994: Laskavý divák promine (Miniserie, 4 Folgen)
- 1994: Der Zauber des schönen Mädchens (Sen o krásné panne, Fernsehfilm)
- 2006: Lojzicka je císlo (Fernsehfilm)
- 2009–2013: Vyprávej (Fernsehserie, 18 Folgen)
- 2014: Troubadouren von Heute (Bardi)
- 2018: Der große Rudolph (Fernsehfilm)
- 2022: Andílci za skolou